# Pont Vieux, Montauban
Most Pont Vieux je most, ki prečka reko Tarn v Montaubanu, departma Tarn-et-Garonne, Oksitanija, Francija

## Fundacija Montauban
Mesto Montauban je v 12. stoletju ustanovil Toulouški grof Alfhonz Jourdain, ki je bil v vojni z akvitanskim vojvodom Guillaumeom IX. Abbé de Montauriol je bil naklonjen vojvodini Akvitaniji. Ko je kupil zelo velik kos zemlje na planoti s pogledom na reko Tarn, se je grof odločil, da ga bo izkoristil in ustvaril novo mesto. Izbira imena Monte Albanus, Mont Blanc ali Mont des Aliens, ki je postalo Montauban.
Da bi zaščitil nove prebivalce pred nasilnimi dejanji opatov Montauriol in fevdalcev, jim Toulouški grof dne 9. oktobra 1144 podeli zaščito in ustanovno listino, ki navaja, da bodo prebivalci kraja zgradili most čez reko Tarn. Ko bo most zgrajen, se bo grof strinjal s šestimi najboljšimi svetovalci, prebivalci kraja, o pravicah, ki jih bodo morali tam vzpostaviti, tako da bo omenjeni most mogoče vzdrževati in popravljati.
Visoki stroški gradnje mostu so presegali finančna sredstva prebivalcev mesta. Mesto je leta 1291 kupilo zemljo, potrebno za gradnjo.

## Gradnja
Leta 1304 je Philippe Le Bel naročil gradnjo. Obljublja subvencijo za most, ki bo vključevala tri dobre in močne stolpe ter ohranil lastništvo in skrbništvo. Za financiranje del pobirajo davke do konca gradnje: davek na vse tujce, ki prečkajo mesto, posebna obdavčitev za prebivalce Quercyja in Toulousa.
Projektno upravljanje mostu je bilo zaupano Étienne de Ferrièresu, kraljevi gradbenik iz Montaubana in Mathieu de Verdunu, meščanu mesta. Gradbišče mostu je bilo odprto 19. januarja 1311. V ohranjenih pisnih dokumentih je razvidno, da so na začetku gradnje odmevni znaki mestne uprave preusmerili del kraljevih subvencij in cestnin, poleg tega pa so zavrnili sodelovanje pri gradnji mostu Od 8. avgusta 1311 je šel senešal Quercy na kraj z dvema sodnikoma, Bernardom Gervaisom in Mathieuom de Courtes-Jumellesom, ki ga je kralj poslal, da preuči stanje napredka mostu in uporabo zbranih davkov. Slednji je sestavil poročilo, v katerem je mestne svetnike obtožil, da so si prisvojili subvencije in material, namenjen gradnji. Konzuli so bili poklicani, da sodelujejo pri gradnji mostu in plačajo predvidene davke.
Po kraljevi smrti leta 1314 je bilo februarja 1315 sprejetih več sklepov. V prisotnosti kraljevih komisarjev sta skupaj, skupščina konzularnega sveta in mestni splošni svet, imenovala štiri svoje člane, da so preučili stanje napredka pri gradnji mostu in strokovne nasvete o trajanju dela. Trajanje dela ocenjuje na 20 let in potrebo po podaljšanju davkov, predvidenih s kraljevim odlokom, v tem obdobju.
Zdi se, da so se dela nadaljevala, toda s senešalom Quercyja se pojavi nov spor. Pariški parlament se je odločil, da bo konzulat v Montaubanu pod nadzorom kralja. Kralj se nato odloči, da bo končal konzulat in krivce razrešil z obsodbo na plačilo 20.000 funtov in .000 funtov odškodnine senešalu Quercyja. Étienne de Ferrières in Mathieu de Verdun sta bila odstranjena s položaja leta 1319. Zamenjala sta jih Fabris de Montauban in Delpech z obrobja mesta. Leta 1323 so konzulat obnovili. Étienne de Ferrières je bil rehabilitiran leta 1321 in Mathieu de Verdun kmalu zatem.
Datum dokončanja mostu ni natančno znan zaradi izgube dela mestnih arhivov. Priznano je, da je bil dokončan leta 1335. Na koncih je imel dva stolpa. Prvotni načrt je vseboval tri stolpe, vendar stolp, ki naj bi bil postavljen sredi mostu, kraljev stolp, iz neznanega razloga ni bil dokončan. Tako kot most Saint-Bénézet v Avignonu je imel tudi ta v središču kapelo, posvečeno sveti Katarini, zaščitnici čolnarjev. Stolp na desnem bregu je bil leta 1663 porušen, da so očistili prostor za škofovsko palačo, sedanji Ingresov muzej. Levi breg je bil uničen, da so leta 1701 zgradili triumfalna vrata po paix de Ryswick. Ta zadnja vrata so bila za izboljšanje pretoka leta 1870 uničena. Kapela sv. Katarine je bila porušena leta 1828..

## Most v zgodovini mesta
Mmed prvim obleganjem Montaubana leta 1562 je bil mostni parapet uporabljen kot mestna obrambna zgradba, med obleganjem je bil stolp na desnem bregu poškodovan.
Po miru iz Saint-Germain-en-Laye leta 1570, je mesto postalo protestantsko. Kraljeva vojska ga je leta 1621 oblegala. Stolp na levem bregu je sodeloval pri odporu mesta in preprečeval uničenje osrednjega razpona mostu.
Most so 8. marca 1627 pregledali François Beuscher, mojster popravil in utrdb v Guyenneu in Léonard Dessenault, francoski zakladnik. Njuno poročilo, napisano kmalu za tem, nakazuje ... »stanje poškodb in popravil, ki jih je treba izvesti: poškodba na vhodu na most, ki je na kvadratnem stolpu, v bližini Villebourbona, poškodba, ki jo je top naredil na stebru mostu, poškodbe narejene pod vodo in jih prepoznajo potapljači.«
Stolp na desnem bregu je bil porušen, da je leta 1663 omogočil gradnjo škofovske palače.
Most je leta 1667 obnovil intendant Pellot. Na to popravilo spominja vgravirana plošča, nameščena na oporniku mostu.
Drugi stolp je leta 1701 porušil intendant Le Gendre, da bi proslavil mir v Ryswicku leta 1697. Namesto tega je postavil vrata iz kamna in opeke, ki so tvorila slavolok v čast zmage Ludvika XIV..
Intendant Chaumont de la Galaizière je leta 1758 izboljšal promet pešcev na mestni strani.
Leta 1828 je občina ustvarila pločnike na palubi in parapete zamenjala s kovinskimi pregradami. Kapela Sainte-Katarina je uničena.
Leta 1869 so bila vrata, ki jih je leta 1701 zgradil intendant Le Gendre, porušena.
Most so leta 1881 razširili.
Danes most služi kot cestni most.
Most je bil leta 1911 uvrščen med zgodovinske spomenike. .

## Opis
Most je dolg 205 metrov in ima raven krov, redka stvar v srednjem veku.
Sedem ogivalnih obokov, opremljenih z izlivi, je preluknjano z visokimi odprtinami, da bi med poplavami omogočili boljši pretok vode.
Odprtine merijo: 21,49 – 21,43 – 21,38 – 21,39 – 21,30 – 21,56 – 22,75 m
Debeline stebrov: 8,14 - 8,17 - 7,94 - 8,16 - 8,30 - 8,19 m